# محمد تغلق
محمد بن تغلق شاه -واسمه الأصلي «جونه» هو أحد سلاطين الهند، وثاني حكام الدولة التغلقية ولد في نهاية القرن السابع الهجري، وهو ابن السلطان غياث الدين تغلق أحد سلاطين الهند ومؤسس السلالة التغلقية.أرسل غياث الدين تغلق الشاب محمد إلى الدكن لحملة ضد الملك براتابارودرا ملك كاكاتيا التي كانت عاصمتها في ورنجل في 1321 و 1323. تولى سلطة الهند بعد موت والده سنة 17 صفر 725 هـ/1 فبراير 1325م.

## حياته

### ميلاده
ولد محمد بن تغلوق لغياث الدين تغلق، الذي أسس السلالة التغلقية بعد أن سيطر على سلطنة دلهي. وهو معروف أيضًا باسم الأمير فخر مالك جونه خان، أولوغ خان.

### اعتلاء العرش

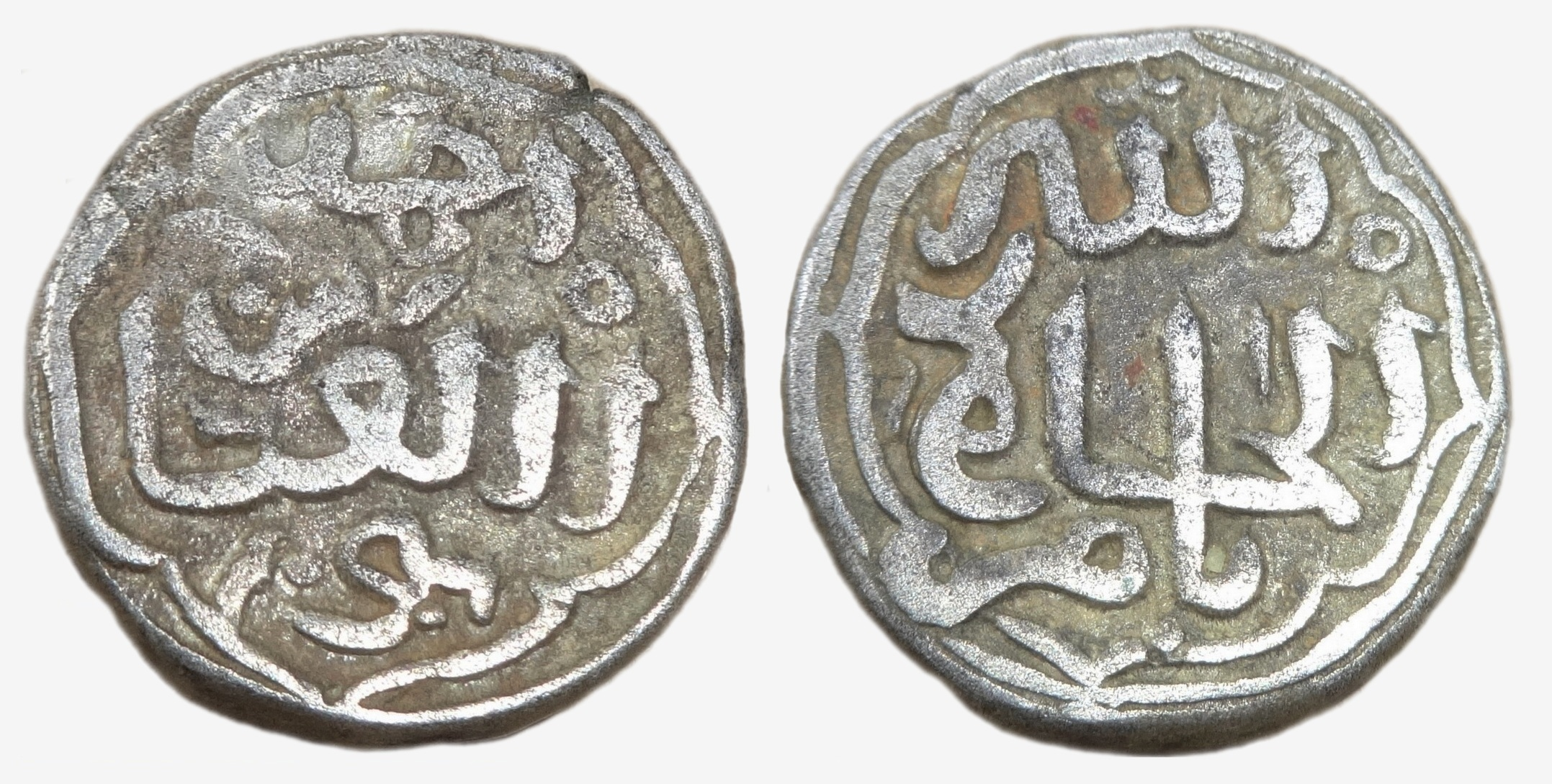
عملة فضية لمحمد بن تغلق

بعد وفاة والده غياث الدين تغلق، اعتلى محمد بن تغلق عرش سلالة تغلق في دلهي في فبراير 1325 م. في عهده، غزا ورنجل (في تيلانغانا الحالية، الهند) ، ومابار (كايالباتنام) ومادوراي (تاميل نادو، الهند)، ومناطق حتى الطرف الجنوبي الحديث لولاية كارناتاكا الهندية. في الأراضي التي غزاها، أنشأ تغلق مجموعة جديدة من مسؤولي الإيرادات لتقييم الجوانب المالية للمنطقة. ساعدت حساباتهم في التدقيق في مكتب الوزير.

### صفاته
كان محمد تغلق مهتمًا بالطب وكان بارعًا في العديد من اللغات - الفارسية والهندوية العربية والسنسكريتية والتركية. واشتهر عنه أنه كان يسفك الدماء، ويقتل كل من يخالفه على أقل سبب. وقد ذكر له ابن بطوطة مواقف كثيرة تدل على قوته، وشدته في معاملة الرعية. وفي عهده تعرضت البلاد لهجوم المغول، ولكن محمد طغلق احتال عليهم بالهدايا والأموال حتى رجعوا عن بلاده.

## وفاته
وكانت وفاته 22 محرم سنة 752 هـ، في 20 مارس 1351م.